# Camponotus dorycus
Camponotus dorycus är en myrart som först beskrevs av Smith 1860.  Camponotus dorycus ingår i släktet hästmyror, och familjen myror.

## Underarter
Arten delas in i följande underarter:
- C. d. confusus
- C. d. dorycus
- C. d. recticeps

## Bildgalleri

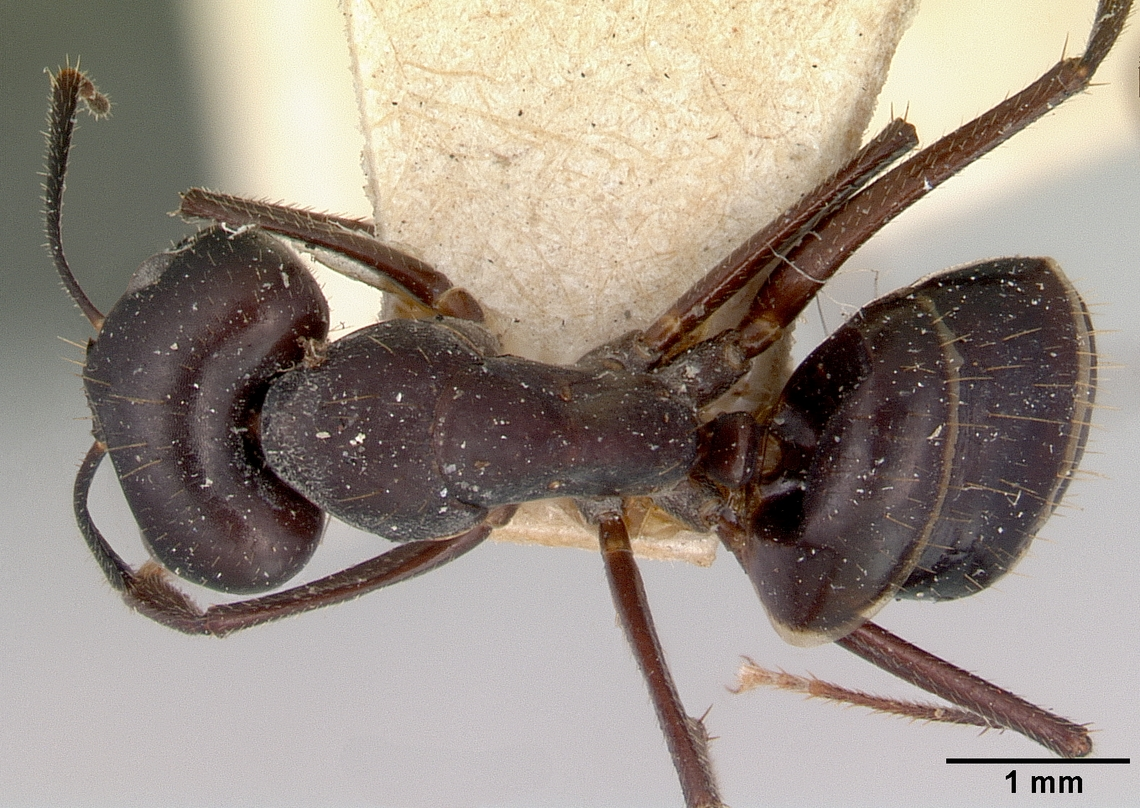
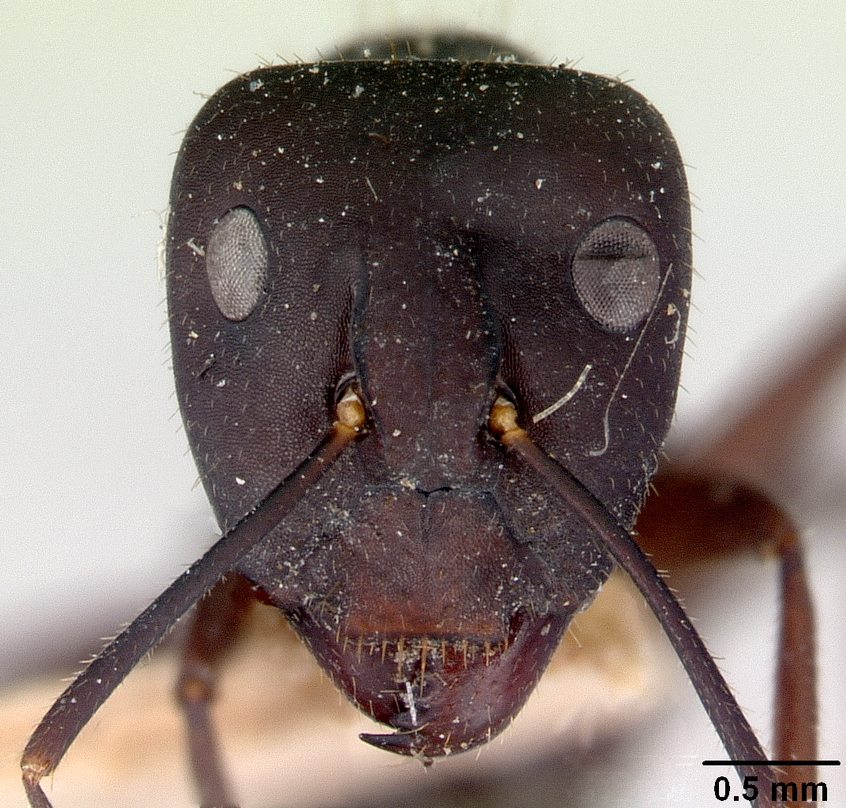
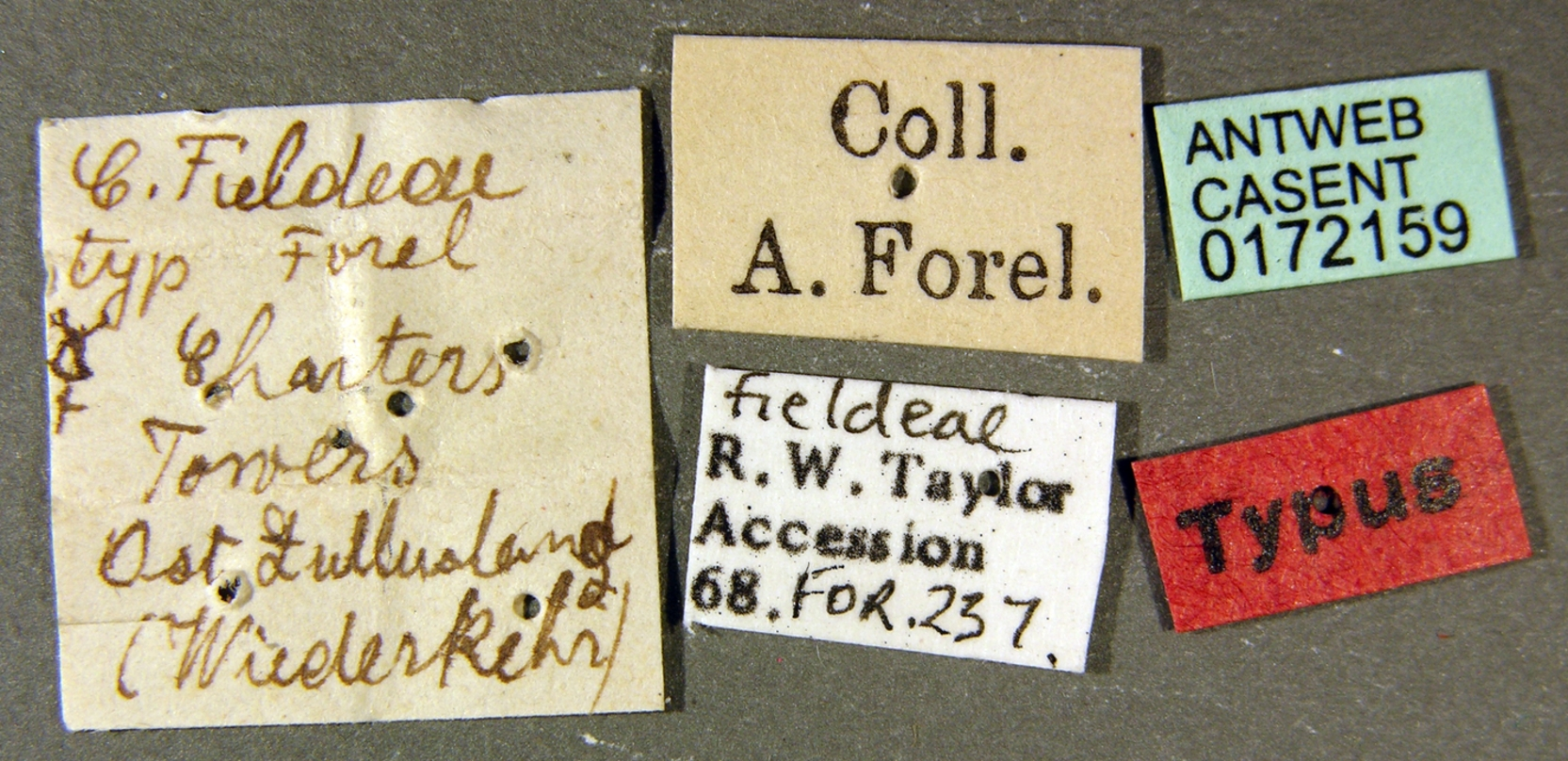
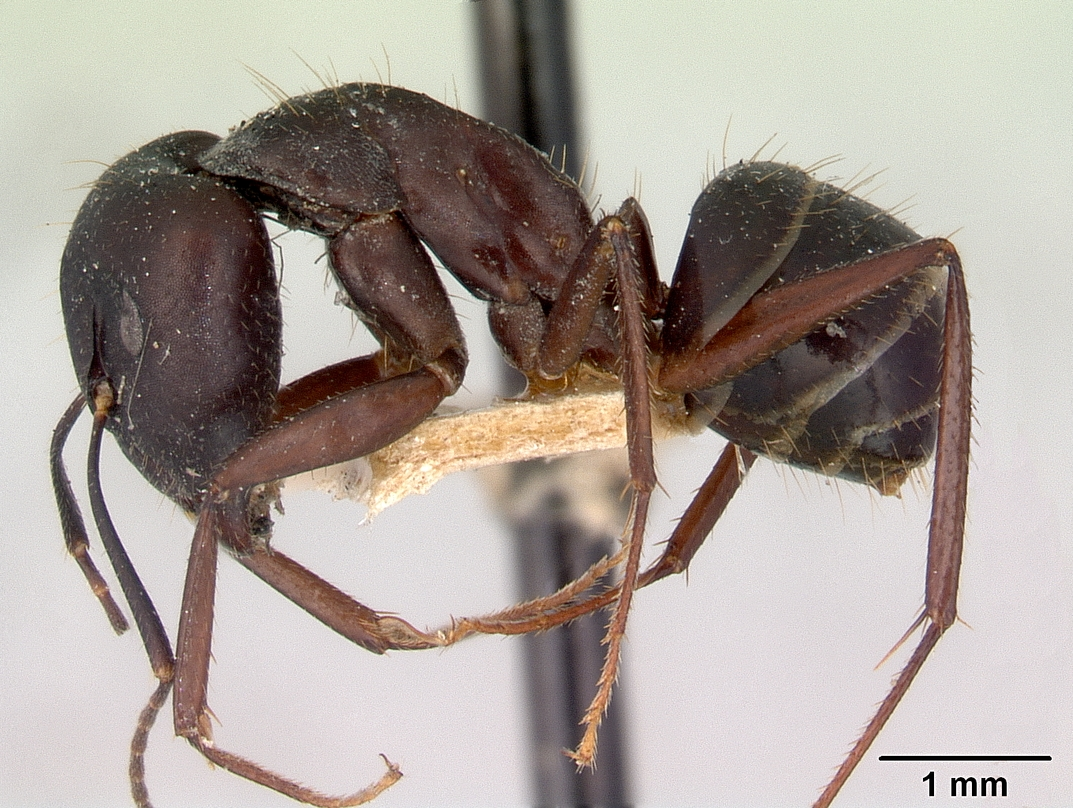